# Camphin-en-Carembault
Camphin-en-Carembault là một xã ở tỉnh Nord trong vùng Hauts-de-France, Pháp.